# Puyallup River
Der Puyallup River (pjuːˈæləp) ist ein Fluss im Pierce County im US-Bundesstaat Washington. Etwa 72 km lang, entspringt er an einigen Gletschern an der Westseite des Mount Rainier. Er fließt generell nordwestwärts und mündet in der Commencement Bay in den Puget Sound. Der Fluss und seine Nebenflüsse entwässern ein Gebiet von etwa 2.455 km² im Pierce County und im südlichen King County.
Das Einzugsgebiet des Flusses ist das geologisch jüngste in der Puget-Sound-Region; es wurde durch eine Serie von Laharen vor etwa 5.600 Jahren gebildet. Die etwa 150.000 Einwohner des Tals sind auch künftig von Laharen bedroht. Aus diesem Grund hat die United States Geological Survey ein Frühwarnsystem installiert.

## Verlauf
Der Puyallup River entsteht aus zwei Quellflüssen, dem North Puyallup River und dem South Puyallup River. Beide entspringen an Gletschern des Mount Rainier. Der North Puyallup River entstammt dem Fuß des Puyallup-Gletscher, während der South Puyallup River vom Tahoma-Gletscher stammt. Die beiden Abflüsse durchfließen den westlichen Teil des Mount Rainier National Park und vereinen sich gerade außerhalb der Parkgrenzen, um den eigentlichen Puyallup River zu bilden.
Der Hauptstrom des Puyallup River fließt nördlich und nordwestlich des Mount Rainier. Ein Nebenfluss, der Mowich River, welcher auch aus Gletschern am Mount Rainier stammt, fließt dem Puyallup von Osten zu. Unterhalb des Mowich-Zuflusses fließt der Puyallup River durch eine zerklüftete Region von Bergen und ihren Ausläufern. Der Fluss wird vom Electron Diversion Dam kurz unterhalb des Mowich-Zuflusses gestaut. Der Damm leitet einen Teil des Puyallup River in eine lange Rinne, die über mehrere Meilen nach Electron führt, wo das Wasser durch Turbinen eines Wasserkraftwerkes geleitet werden, bevor das Wasser wieder in den Fluss zurück geleitet wird. Der Puyallup River passiert eine tiefe und enge Schlucht zwischen dem Electron Dam und dem Maschinenhaus des Kraftwerks.
Unterhalb von Electron wendet sich der Fluss nach Norden bis nach Orting, wo der Fluss vom Carbon River von Osten erreicht wird. Wie der Mowich stammt auch der Carbon River von einem Gletscher des Mount Rainier (dem Carbon-Gletscher). Der Puyallup setzt seinen Nordkurs unterhalb von Orting fort. In Sumner fließt dem Puyallup River der White River zu, ein weiterer Gletscher-gespeister Fluss. Am Zusammenfluss mit dem White River wendet sich der Puyallup River nach Nordwesten und fließt bis zu den Städten Puyallup und Fife sowie durch die Puyallup Indian Reservation, bevor er am Hafen Tacoma, einem Teil der Stadt Tacoma, in die Commencement Bay mündet.
Bei Puyallup wurden folgende Abflusswerte gemessen:
- Mittel: 94 m³/s
- Maximum: 1.614 m³/s
- Minimum: 11 m³/s

## Natur
Der Puyallup River und seine Hauptzuflüsse entspringen an den Gletschern des Mount Rainier. Diese Gletscher speisen fortgesetzt Sedimente wie Schlamm und Kies in die Flüsse ein und formen so Sand- und Kiesbäke. Die mächtigen Sedimentablagerungen in den Flussbetten verringern die Wasserkapazität, was den Fluss zu Mäandern und Überschwemmungen während der Hochwasserabflüsse „veranlasst“. Der Puyallup River wird zum verflochtenen Fluss. Während des Sommers dominiert das Schmelzwasser der Gletscher den Abfluss und trübt den Fluss. Außerdem verzögern die Gletscher den Beginn des Oberflächenabflusses im Frühjahr/Sommer, verglichen mit nicht vergletscherten Einzugsgebieten.
In historischer Zeit führten diese Faktoren zu gelegentlichen Überschwemmungen und  ausgedehnten Feuchtgebieten in den Auen, welche vielfältige und komplexe Lebensräume für Fische und andere Tiere bildeten. Darüber hinaus bildete die Mündung des Flusses ein ausgedehntes tidenbeeinflusstes flaches Ästuar mit seinen Feuchtgebieten. Urbanisierung und ein ausgedehntes Hochwasserschutzsystem mit Dämmen, Deichen und Dükern haben den Großteil des Puyallup River und seiner Zuflüsse radikal verändert. Das Ästuar an der Mündung des Puyallup River ist fast vollständig von den Anlagen des Hafens Tacoma überbaut; nur weniger als fünf Prozent der ästuarinen Habitate sind noch vorhanden.
Im Herbst findet die Wanderung der Königslachse im Flus statt. Silber-, Keta- und Buckellachse sind gleichfalls im Fluss zu finden, gemeinsam mit Steelhead-, den anadromen Küsten-Cutthroat-Forellen und der gefährdeten Stierforelle. Rotlachse werden als heimisch angesehen, sind heute jedoch selten zu finden.

## Flussregulierungen

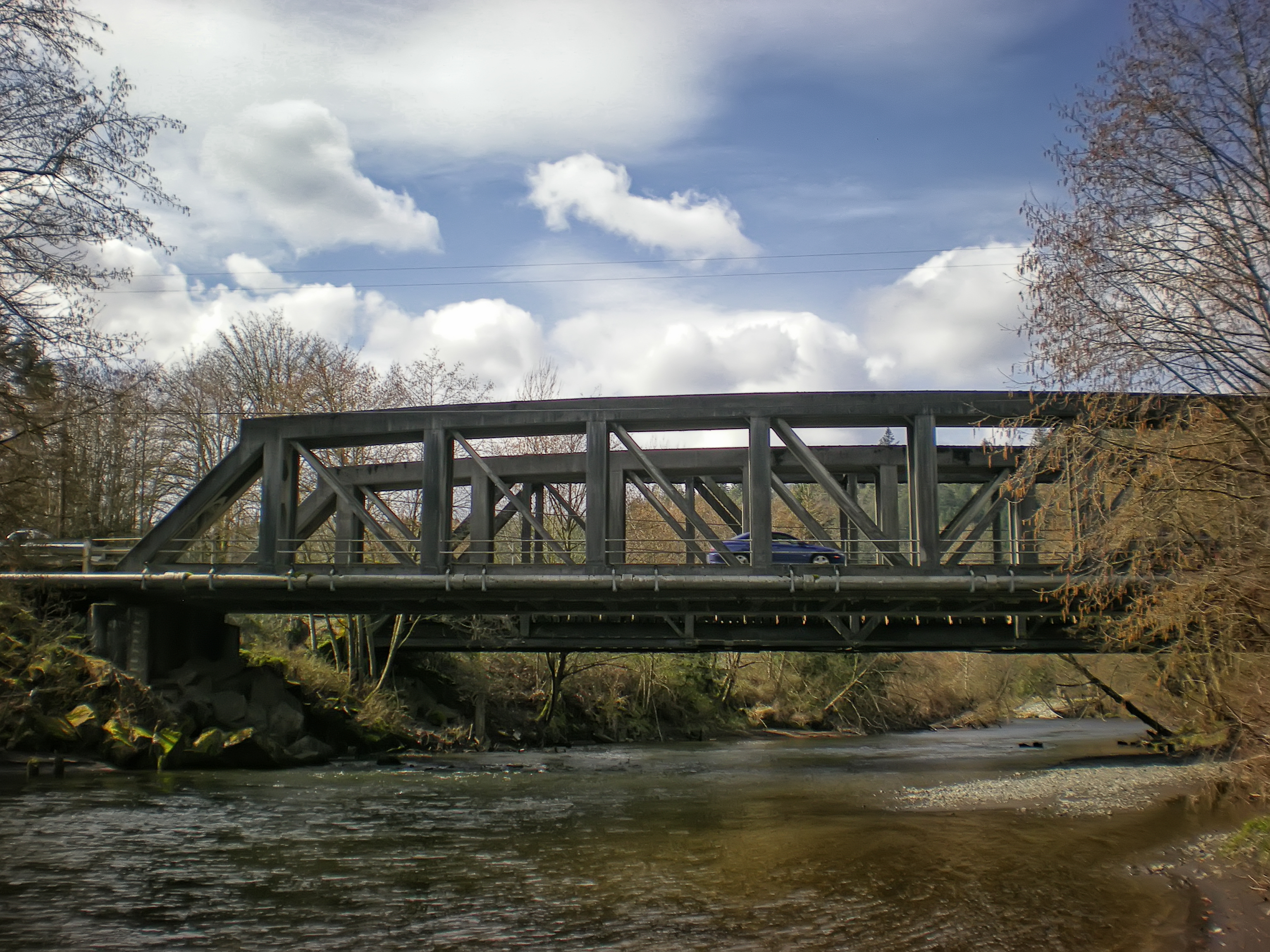
Brücke über den Fluss bei McMillin

Der Puyallup River und sein Hauptzufluss, der White River, wurden im 20. Jahrhundert wesentlich durch Regulierungen verändert. Der Puyallup River wurde zwischen Sumner und seiner Mündung bei Tacoma begradigt. Ein Damm zur Ableitung von Flusswasser wurde 1914 im Game Farm Park gebaut, um den Abfluss des White River über seinen natürlichen Weg über den Green River in Auburn zu unterbinden; seitdem fließt über den Puyallup River statt den Green River ab. Hochwasserschutzeinrichtungen wurden entlang vieler Flüsse im Einzugsgebiet gebaut; dazu gehören auch ausgedehnte Deiche. Ein Hochwasserspeicher, der Mud Mountain Lake, wurde am White River durch den Bau des Mud Mountain Dam angelegt. Als Teil der Bemühungen zum Hochwasserschutz wurden die Flussläufe und -ufer generell von Ablagerungen wie Kiesbänken, großen Bäumen, Stämmen und anderem Totholz freigehalten. Diese Veränderungen haben den natürlichen Charakter der Flüsse radikal verändert. Die Querschnitte der Flüsse wurden generell verkleinert. Das Wasser füllt heutzutage fast den gesamten Querschnitt zwischen den Ufern statt wie in der Vergangenheit in verflochtenen Mäandern und Feuchtgebieten abzufließen.

## Geschichte
Der Fluss ist nach dem Stamm der Puyallup benannt, die im gesamten Einzugsgebiet lebten. Nach dem Vertrag von Medicine Creek und dem Puget-Sound-Krieg wurde den Puyallup eine Reservation am unteren Puyallup River zugewiesen. Der Vertrag von Medicine Creek erkannte die angestammten Fischrechte im Puyallup River an. Diese Rechte wurden über Jahrzehnte ignoriert, bis Bob Satiacum, ein Führer der Puyallup, 1954 wegen illegalen Fischens im Fluss eingesperrt wurde. Sein Rechtsstreit dauerte über Jahre und endete erst 1974 in der sogenannten Boldt Decision, welche in einem Rechtsstreit zwischen den Vereinigten Staaten und dem Bundesstaat Washington die Hälfte aller Fischereirechte in Washington den indigenen Stämmen zuwies.
Die Puyallup unterhalten nach wie vor verschiedene Gebäude und Einrichtungen in der Reservation nahe der Mündung. Sie sind Betroffene in vielen den Fluss betreffenden Angelegenheiten, so z. B. die Menge Wassers, die am Electron Diversion Dam abgeleitet werden.
Der erste bekannte Europäer, der das Puyallup River Valley erkundete, war William Fraser Tolmie, der im August 1833 eine Reise zum Mount-Rainier-Gebiet unter Ausnutzung des Puyallup und des Mowich River unternahm. Zwei indianische Führer begleiteten Tolmie, Lachalet, ein Nisqually, und Nuckalkat, ein Puyallup.